# Pietro Pacini
Pietro Pacini (Pescia, 1440 – Firenze, 1513) è stato un editore italiano.

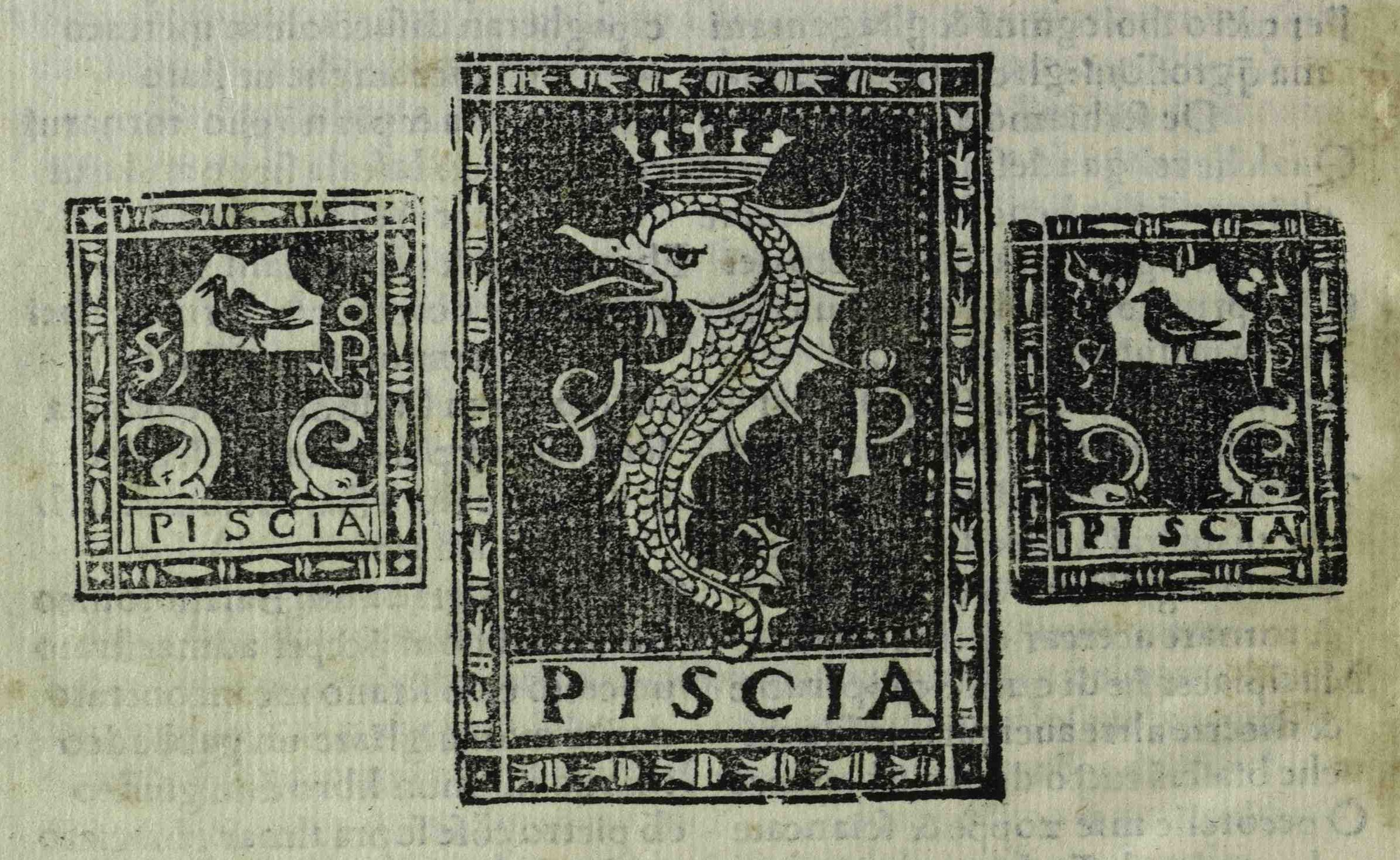
Marca tipografica di Pacini

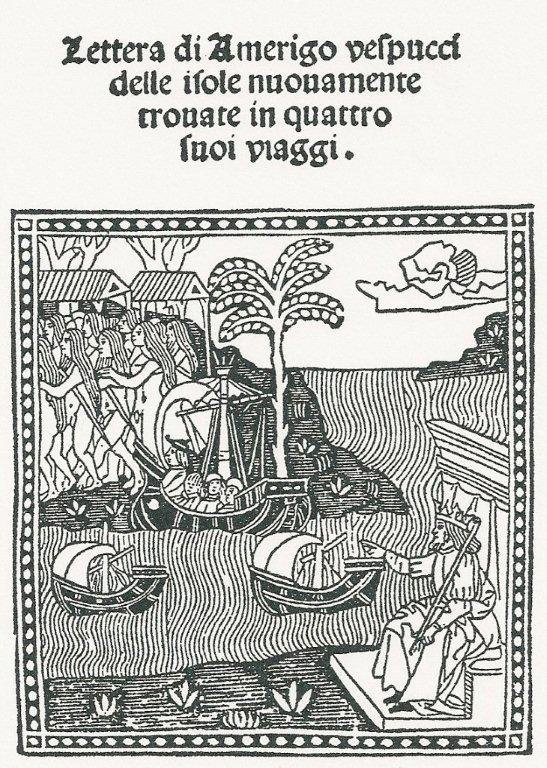
Frontespizio della Lettera al Soderini, stampata dal Pacini nel 1505.

Si può considerare a buon titolo il primo editore moderno, in quanto dopo i primi tipografi che pubblicavano, fu un imprenditore senza una sua vera e propria tipografia.
I libri di Pietro Pacini si caratterizzarono per la ricchezza e accuratezza delle illustrazioni e per l'uso, pressoché universale della lingua volgare. Fra le opere più significative pubblicate: Lettera delle isole nuovamente ritrovate del navigatore fiorentino Amerigo Vespucci e I Trionfi di Petrarca.
Fu anche tra i primi ad utilizzare la marca tipografica, il logo dell'editore, cosa ben diversa dell'ex libris, ricorrendo a volte ad un delfino coronato oltre ad un corvo dal nome Piscia.

## Lavori editoriali
- Epistole et Euangelii et Lectioni vulgari in lingua toschana, 1495.[3]
- Esopo, Favole, 1496.[2]
- Francesco Petrarca, I Trionfi, 1499.[2]
- Amerigo Vespucci, Lettera delle isole nuovamente ritrovate, 1505.[2]